# Sülberg
Sülberg ist als ein Teil der ehemals selbstständigen Gemeinde Ihmert seit dem 1. Januar 1975 ein Ortsteil der Stadt Hemer in Nordrhein-Westfalen. Die Siedlung liegt abseits des Ihmerter Tals zwischen Johannistal und Bredenbruch im Osten sowie Ihmerterbach und Holmecke im Süden an der Grenze zu Iserlohn. Das Waldgebiet ist als Landschaftsschutzgebiet ausgewiesen.
Als Sullberghe wird der Ort im 13. Jahrhundert erstmals erwähnt. Ein Hof zu Sülberg (dat gudt to Sulberge) wird erstmals im Jahr 1460 erwähnt. 1730 lebten in Sülberg 14 Bewohner, 1885 sind schließlich 31 Einwohner zu verzeichnen.
Die Bezeichnung Sülberg lässt zwei Deutungen der Namensherkunft zu. Zum einen könnte der Name für einen „morastigen Berg“ stehen, andererseits könnte sul als Gerichtssäule verstanden werden. In diesem Fall könnten am Sülberg früher gerichtliche Zweikämpfe stattgefunden haben, wie sie auch für das Gebiet um Holmecke für möglich gehalten werden.